# Acantiza de Nova Guinea
L'acantiza de Nova Guinea (Acanthiza murina) és una espècie d'ocell de la família dels acantízids (Acanthizidae) que habita els boscos molsosos de les muntanyes del centre i est de Nova Guinea.